# WWCR
WWCR (World Wide Christian Radio) ist ein Kurzwellensender aus Nashville, Tennessee. Das WWCR vermietet Sendezeit an unterschiedliche Programmproduzenten, hauptsächlich an konservativ-evangelikale Sendungen. Die Programme können in den USA und weltweit empfangen werden. Nach eigenen Angaben werden rund 400 Religiöse- und Talkradio-Programme ausgestrahlt. Eigentümer ist die FW Robbert Broadcasting Co Inc.

## Programm
Anders als der Name vermuten lässt, werden über WWCR nicht allzu viele christliche Programme ausgestrahlt. Die Betreiberfirma wirbt zwar damit, dass WWCR über Kurzwelle auch mehrheitlich muslimische Länder erreiche, in denen das Christentum verboten sei, jedoch stammt die Mehrheit der Sendungen von Verschwörungstheoretikern aller Art. Viele Sendungen des ultrakonservativen Genesis Communications Network (GCN) werden über WWCR ausgestrahlt.
- Alex Jones Show, (GCN)

- Pat Boone spielt Christian rock
- Focus on the Family von James Dobson (GCN)
- Joyce Riley, ein 9/11 Truther
- The Salvation Army
- Brother Stair - Religiöse Sendung über alle vier Sender
- Hour of the Time Show, conspiracy-Programm von William Cooper bis zu seinem Tod 2001

## Geschichte
Der Sender startete 1989 als Country-Musik Station und interpretierte sein Rufzeichen als "World Wide Country Radio", wechselte dann aber auf Evangelikale Inhalte und nannte sich fortan "World Wide Christian Radio". Da der Sender aber mittlerweile für seine abstrusen Verschwörungstheoretischen Sendungen bekannt ist, nennen ihn Hörer auch „World Wide Conspiracy Radio“.
Anfang der 1990er mietet der Holocaustleugner Ernst Zündel Sendezeit bei WWCR. Für seine neonazistischen Botschaften mietete er für rund 15 000 Dollar pro halbe Stunde Sendezeit in Nashville. Das deutschsprachige Programm Zündels war problemlos in Deutschland zu empfangen und finanzierte sich zum Teil über Werbung. Wegen seiner politisch umstrittenen Programme war WWCR in den 1990er Jahren auch Ziel einer Brandstiftung.

## Sender
WWCR ist mit vier 100-kW-Continental-Electronics-418-Sendern für die Kurzwelle ausgestattet und sendet auf 10 Frequenzen. FW Robbert Broadcasting gehören daneben die Mittelwellensender WWCR, WNQM, WMQM, WLRM, WITA (alle Tennessee) und WVOG (Los Angeles). Auch deren Sendezeit wird vermietet.